# Česko-francouzské vztahy
Česko a Francie jsou dva státy nacházející se v Evropě, které spolu nesousedí. První diplomatické kontakty mezi oběma zeměmi se datují od středověku. Oba státy jsou členy NATO a Evropské unie.

## Historie

### Československo-francouzské vztahy
Francie byla první zemí, která dne 28. října 1918 uznala samostatné Československo, a poprvé tak byly navázány bilaterální vztahy. Francie podporovala vojensko-politické spojení Malá dohoda, existující mezi roky 1921–1939, jehož součástí bylo Československo.
Dne 25. ledna 1924 byla podepsána Smlouva o spojenectví a přátelství mezi Československem a Francií (Le traité d’aliance et d’amitié entre la Tchécoslovaquie et la France). Šlo o smluvní zakotvení spojeneckého vztahu těchto dvou států. Dle ní nebylo možné uskutečnit vzájemnou vojenskou pomoc.
K vojenské pomoci se zavázala až Garanční smlouva z 16. října 1925. Tento dokument vznikl ve spojitosti s Rýnským bezpečnostním paktem. Určoval, že Francie a Československo si poskytnou vojenskou pomoc, stanou-li se cílem nevyprovokované agrese, a to i za situace, že se Rada Společnosti národů (SN) nevyjádří jednomyslně ve věci označení agresora.
V letech 1948 až 1989 byly z geopolitického hlediska obě země navzájem v nepřátelském stavu. Československo bylo po komunistickém převratu v únoru 1948 součástí východního bloku a od roku 1955 členem Varšavské smlouvy. Francie byla součástí západního bloku a od roku 1949 členem Severoatlantické aliance. Francie se stala jedním z center české politické emigrace, například tam žil Pavel Tigrid, který v Paříži od roku 1960 vydával exilový časopis Svědectví, nebo Artur London, podle jehož knihy byl ve Francii natočen film Doznání. Velký symbolický význam měla první návštěva francouzského prezidenta v Československu, kdy François Mitterrand 9. prosince 1988 před setkání s oficiálními představiteli státu nejdříve na francouzském velvyslanectví posnídal s disidenty v čele s Václavem Havlem.

### Česko-francouzské vztahy
Od roku 1999 je Česko pozorovacím státem tzv. frankofonie.
V roce 2004 Francie podpořila vstup České republiky do Evropské unie.
Od roku 2008 rámují spolupráci Česka a Francie strategická partnerství, která jsou realizována prostřednictvím několikaletých „Akčních plánů“. Toto partnerství bylo iniciováno především českým předsednictvím Evropské unie v roce 2009.

## Zastupitelské úřady

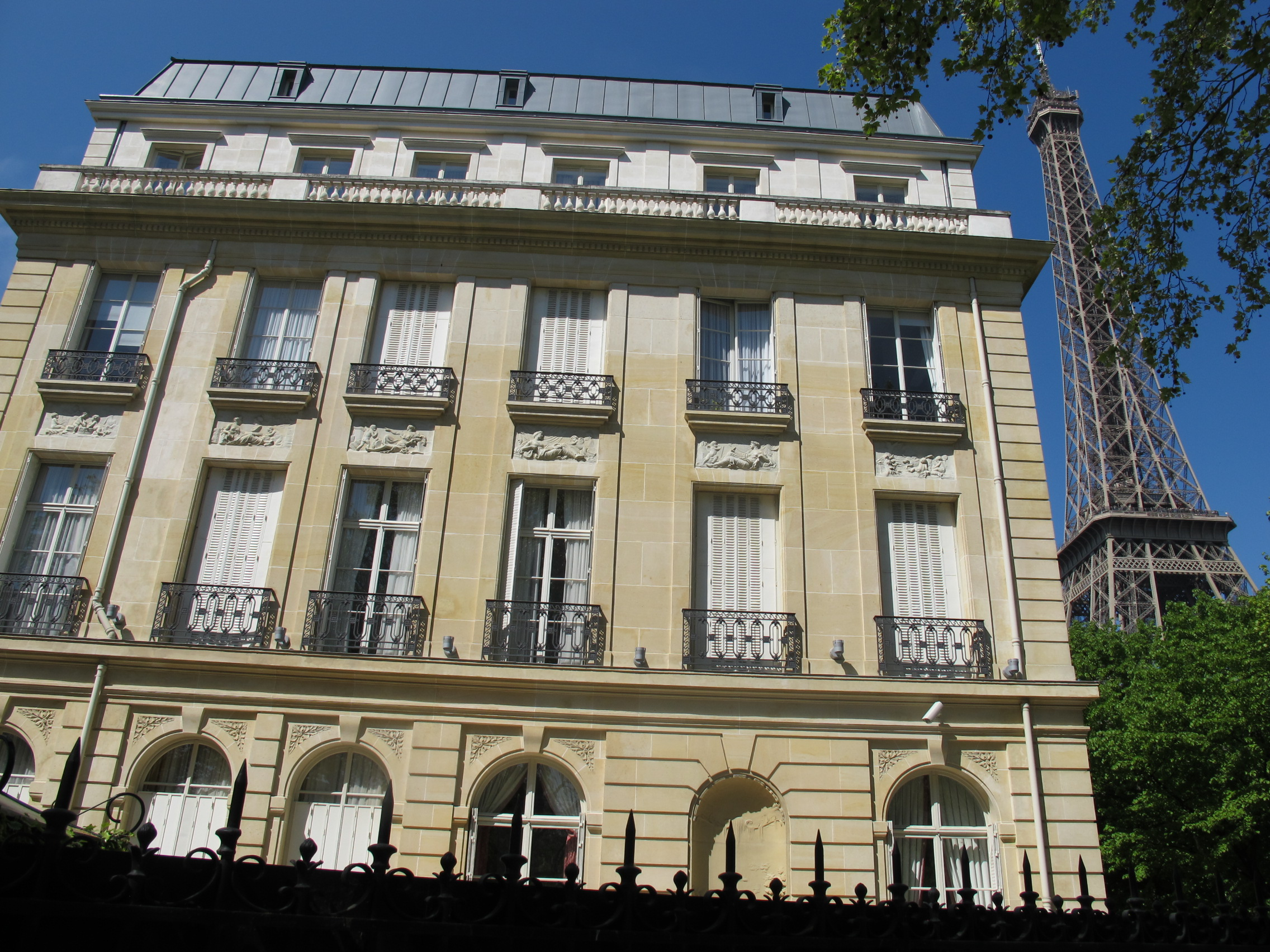
Česká ambasáda v Paříži s Eiffelovou věží v pozadí

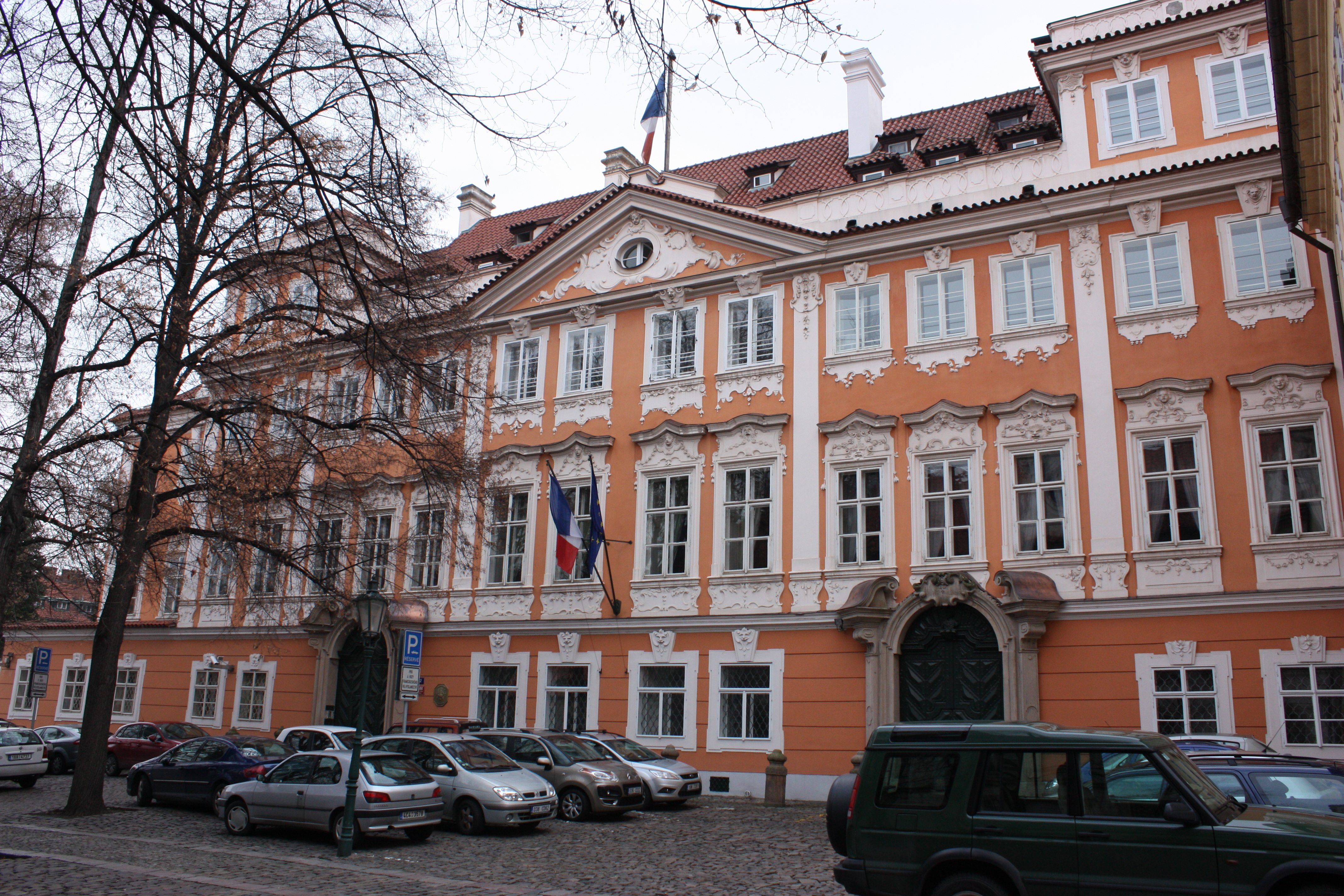
Francouzské velvyslanectví v Praze na Malé Straně

- České velvyslanectví v Paříži (vzniklo v roce 1919) – uvnitř sídlí také České centrum v Paříži (vzniklo v roce 1997)
  - Honorární konzuláty ve městech: Štrasburk, Nantes, Marseille, Toulouse, Lyon, Lille, Guadeloupe/Baie-Mahault, Dijon, Bordeaux
- Francouzské velvyslanectví v Praze (Malá Strana)
  - v ulici Štěpánská se nachází také Francouzský institut v Praze, ve kterém se nachází kavárna, kino, galerie, knihkupectví a další.

## Vzdělání
V Praze se nachází Francouzské lyceum, sloužící jako mateřská školka, základní škola a lyceum (gymnázium). Výuku i ve francouzštině (dvojjazyčná sekce) nabízí Gymnázium Jana Nerudy (Praha), Gymnázium Matyáše Lercha (Brno), Slovanské gymnázium (Olomouc) a Gymnázium Pierra de Coubertina (Tábor).
Předtím již od roku 1919 bylo v Praze Francouzské reálné gymnázium, nejdříve v Ječné ulici, pak ve funkcionalistické budově v Dejvicích; v roce 1950 však bylo přeměněno na jazykové gymnázium a budova na základní školu.

## Obchod
V roce 2018 Česko do Francie vyvezlo zboží za 8744 mil. EUR, Francie do Česka zboží za 5054 mil. EUR. Největší vývoz z Česka je z oblasti dopravy a cestovního ruchu. Francie nejvíc dováží z oblastí: odborné služby a poradenské služby v oblasti řízení, doprava a cestovní ruch.
Nejvýznamnější položky českého vývozu do Francie jsou osobní automobily (30,3 %), komponenty výpočetní techniky (12,4 %), elektrická zařízení (10,5 %), kovové výrobky (5,7 %) a průmyslové stroje (2,9 %). Nejvýznamnější položky francouzské dovozu do Česka jsou osobní automobily (13,7 %), kovové výrobky (9,5 %), elektrická zařízení (7,2 %) a léčiva (6,6 %).